# نواة دقيقة (نظام تشغيل)

هيكل أنظمة التشغيل المتجانسة والقائمة على النوى الدقيقة، على التوالي

نواة دقيقة (بالإنجليزية: Micro Kernel)‏ في علوم الحاسوب، مصطلح نواة دقيقة يعني الحد الأدنى من البرمجيات التي يمكن أن توفر المقومات الأساسية لنظام التشغيل.

## الاستخدامات
هذه المقومات تشمل الحد الأدنى اللازم لإدارة فضاء العناوين وخيوط الحوسبة والتواصل بين العمليات أو مشاركة الذاكرة. إذا كان الحاسوب يوفر حلقات متعددة أو أوضاع متعددة للمعالج، فقد تكون النواة الدقيقة هي البرنامج الوحيد الذي يتم تنفيذه على المستوي الأعلى من صلاحيات الحاسوب، والذي يشار إليه عمومًا باسم وضع المدير أو وضع النواة.

## الوظائف
هناك وظائف رئيسية وتقليدية في نظام التشغيل مثل برامج التعريف وحزمة البروتوكولات وأنظمة الملفات ويتم حذفهم من النواة الدقيقة نفسها وبدلا من تشغيلهم كجزء من النواة يتم تشغيلهم في مساحة المستخدم. 

## الحجم
حجم شفرة المصدر أو النص البرمجي في النواة الدقيقة يكون صغير جدا مقارنة بالنواة المتجانسة. على سبيل المثال، نواة مينيكس 3 تحتوي على ما يقرب من 12000 سطر من التعليمات البرمجية فقط. 